# Apotheek Crocodile

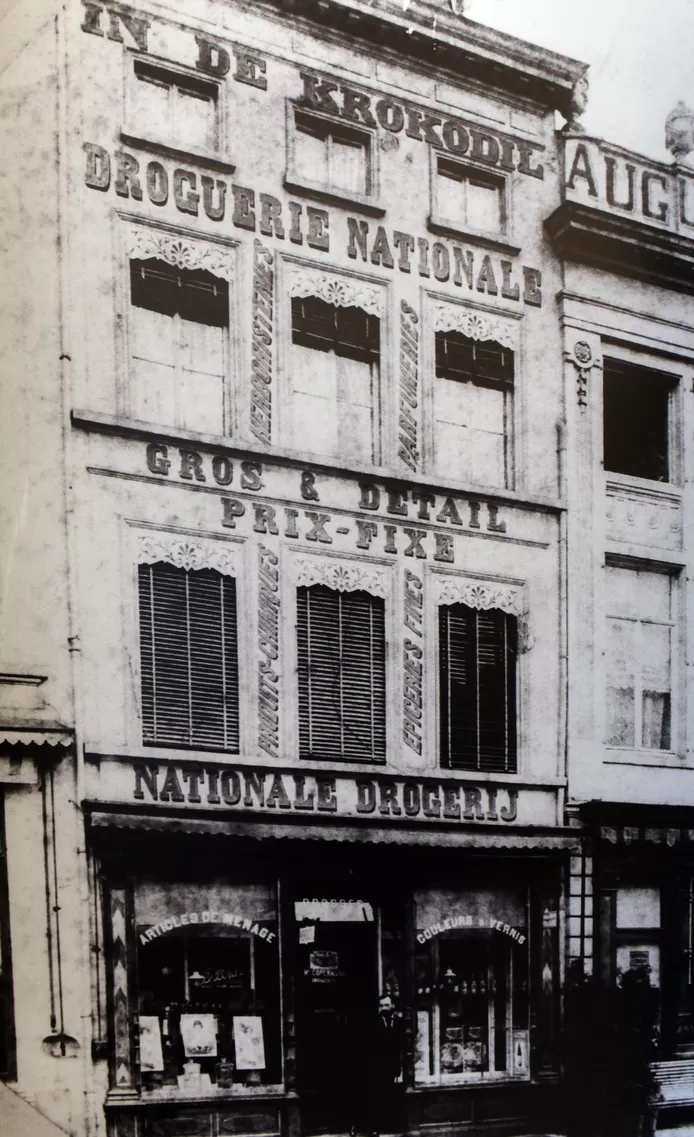
Drogerij 'In De Krokodil' aan de Grote Markt te Kortrijk, ca. 1900

Apotheek Crocodile is een apotheek die sinds 1895 gevestigd is aan de Grote Markt van Kortrijk. De apotheek heeft een krokodil als logo.
De zaak begon met de familie Copermans die in 1895 een drogerij opende in Kortrijk met de naam In de krokodil. Deze naam wijzigde in de jaren 20 van de 20ste eeuw naar het Franstalige Le Crocodile. Het gebouw heeft te maken gekregen met ernstige schade tijdens de Eerste en Tweede Wereldoorlog. Tijdens deze laatste oorlog verwoestten luchtaanvallen de helft van het pand op 26 maart 1944. Het dubbelgebouw werd als één geheel heropgebouwd en heropende in 1951.
In 2017 vond een vernieuwing plaats. Hierbij werd het Pharmaseum geopend, een minimuseum over de eigen geschiedenis, dat te bezoeken is tijdens de openingsuren van de apotheek. Ook werd er een 'sanotheek' met drogisterijproducten toegevoegd.
Anno 2017 had Crocodile een tiental personeelsleden.